# Castianeira plorans
Castianeira plorans is een spinnensoort uit de familie van de loopspinnen (Corinnidae).
De wetenschappelijke naam van de soort werd in 1898 als Pedo plorans gepubliceerd door Octavius Pickard-Cambridge.